# بوبي كورتيس (منافس ألعاب قوى)
بوبي كورتيس (بالإنجليزية: Bobby Curtis)‏ هو منافس ألعاب قوى أمريكي، ولد في 28 نوفمبر 1984 في ماديسون في الولايات المتحدة.

## وصلات خارجية
- بوبي كورتيس على موقع الاتحاد الدولي لألعاب القوى (الإنجليزية)
- بوبي كورتيس على موقع الاتحاد الأمريكي لسباقات المضمار والميدان (الإنجليزية)
- بوبي كورتيس على موقع الدوري الماسي (الإنجليزية)